# Paul Gosar
Paul Anthony Gosar (ur. 27 listopada 1958) – amerykański polityk, członek Partii Republikańskiej. Od 2011 jest przedstawicielem stanu Arizona w Izbie Reprezentantów Stanów Zjednoczonych, najpierw z pierwszego, a od 2013 z czwartego okręgu wyborczego. W 2019 otrzymał Złoty Order za Zasługi (Słowenia).